# Cindy Crawford
Cynthia Ann "Cindy" Crawford (City of DeKalb, Illinois, 20 de febrer de 1966) és una model estatunidenca. El seu tret característic és una piga facial, considerada per molts com el seu tret més bell. Una sèrie de vídeos d'exercicis li van fer guanyar popularitat, però no va passar el mateix amb les seves actuacions en el cinema. Continua donant el seu suport com a celebritat a tota una varietat de projectes.
De 1989 a 1995, Crawford va ser conductora del programa de la MTV anomenat House of Style. El 1992 es van haver de retirar cartells amb la seva imatge de les carreteres de Noruega quan les autoritats van notar un increment del 300% en la taxa d'accidents, ja que els conductors s'hi distreien. El 1995 Crawford va tenir el seu primer paper en una pel·lícula, a Fair Game. La seva actuació va ser mal rebuda pels crítics, i el fet de donar-li suport amb una pel·lícula de 50 milions de dòlars pensant que podia ser una bona actriu va ser descrit a la revista Total Film el 2004 com «la setena decisió més ximple en la història del cinema». Fair Game va recaptar 11 milions de dòlars a la taquilla.
Va ser la primera supermodel moderna que va posar nua per a la revista Playboy, que la cataloga en el cinquè lloc en la llista de Les 100 estrelles més sexis del segle XX. Ha aparegut a la portada de més de 600 revistes al voltant del món incloent Vogue, W, People, Harper's Bazaar, Elle, i Allure cosmopolitan. Una enquesta de la revista Shape de 1997 la va triar com la segona dona més bella del món, després de Demi Moore. El 2002, Crawford va ser nomenada una de les 50 persones més belles per la revista People.
Cindy Crawford és propietària de la seva pròpia companyia productora: Crawdaddy Inc.

## Vida privada
El primer matrimoni de Crawford amb l'actor Richard Gere va durar de 1991 a 1995. Es va dir fortament que el matrimoni era una pantalla per cobrir la seva mútua homosexualitat, però això va ser descartat per tots dos. Gere també s'ha convertit en pare. Durant el seu matrimoni els rumors van ser avivats per Crawford quan va aparèixer en una portada de la revista Vanity Fair en un posat semiprovocatiu amb la popular i obertament homosexual cantant K.d. lang.
Crawford està casada en segones núpcies amb Rande Gerber (empresari de locals nocturns) amb qui té dos fills, Presley i Kia. En contrast, una de les últimes portades de Crawford va ser en un número de la revista W on apareixia un nu d'ella embarassada en blanc i negre, molt similar a una foto en color feta anys abans de Demi Moore, que va aparèixer en una altra revista.

## Filmografia
- Cindy Crawford: Shape Your Body Workout (1992)
- Cindy Crawford: The Next Challenge Workout (1993)
- Unzipped (1995)
- Catwalk (1995)
- Fair Game (1995)
- Frasier: Halloween (1997)
- 54 (1998)
- Sesame Street: Elmopalooza! (1998)
- Beautopia (1998)
- The Secret World of... Supermodels (1998)
- Cindy Crawford: A New Dimension (2000)
- The Simian Line (2000)